# 1996 XS32
1996 XS32 är en asteroid i huvudbältet som upptäcktes den 6 december 1996 av de båda japanska astronomerna Seiji Ueda och Hiroshi Kaneda i Kushiro.
Asteroiden har en diameter på ungefär 5 kilometer.